# فورست تومسون
فورست تومسون (بالإنجليزية: Forrest Thompson)‏ هو لاعب كرة قاعدة أمريكي، ولد في 3 مارس 1918 في موريسفيل في الولايات المتحدة، وتوفي في 26 فبراير 1979 في تشارلوت في الولايات المتحدة.